# 道格拉斯·多斯·桑托斯
道格拉斯·多斯·桑托斯（Douglas Pereira dos Santos，1990年8月6日—），是一名巴西足球運動員，現在效力土超球會貝西克塔斯。司職右閘。

## 球會生涯
2014年夏季轉會窗口，巴塞罗那高層考慮是否引入道格拉斯，亦或马尔科·阿森西奧。在內馬爾父親的力薦下，8月26日巴塞罗那決定以400萬歐元，外加150萬歐元浮動條款自巴西聖保羅簽下道格拉斯，但這筆轉會成為近年來最大的敗筆。剛加盟巴塞罗那的道格拉斯傷病不斷，直到2014年9月24日，亦即加盟後一個月，才首次在聯賽中出場，但表現不佳，多次落選球隊大名單，並淪為第三右後衛。經歷兩個賽季，道格拉斯在西甲聯賽僅出場三次，徹底變為球隊邊緣人。2016年夏季轉會窗口，巴塞罗那高層原欲將其租借回巴西，但道格拉斯為了得到歐盟護照，不願回國，因此將其租借至西甲球隊希洪體育一年。2017年夏季轉會窗口，巴塞罗那清洗隊內球員，道格拉斯成為清洗對象，外借至本菲卡一年。
反觀2014年巴塞隆納錯過、皇馬僅用470萬簽下的马尔科·阿森西奧，已成為巴塞罗那最大對手皇家馬德里的新生代支柱，也因此道格拉斯的引援更被球迷詬病。